# 아가보디 6세
아가보디 6세(Aggabodhi VI, 705년 ~ 781년)는 8세기 시대 아누라다푸라 왕국의 람바카나 제2왕조 제5대 군주였다.

## 같이 보기
- 스리랑카의 역사